# Ельчин, Евгений Аркадьевич
Евгений Аркадьевич Ельчин (англ. Eugene Yelchin; род. 18 октября 1956, Ленинград) — советский и американский художник, книжный график и детский писатель.

## Биография
Родился 18 октября 1956 года в Ленинграде в еврейской семье. Его отец, Арон Айзикович Ельчин (1920—?), уроженец Екатеринослава, участник Великой Отечественной войны (инженер-майор), кадровый военный (до 1960 года), начальник военно-массового отделения Армейского Дома Красной Армии в Хабаровске, кавалер двух орденов Красной Звезды, был футболистом первого состава (1946) и тренером ДКА Хабаровск (на биографии отца основана книга Ельчина «Arkady’s Goal», 2014). Мать — Елена Яковлевна Ельчина (1920—2009), работала балетным педагогом в Ленинградском государственном хореографическом училище имени А. Я. Вагановой.
В детстве родители поощряли его занятия искусством. Евгений проводил много времени за кулисами Кировского (Мариинского) театра; отец, ценитель живописи, постоянно ходил с сыном в Государственный Эрмитаж.
В 1979 году окончил Ленинградский государственный институт театра, музыки и кинематографии (ЛГИТМиК).
С 1979 по 1983 годы он разрабатывал декорации и костюмы для ведущих советских театральных трупп, в том числе Государственного театра драмы им. А. С. Пушкина и Ленинградского театра комедии.
В 1979—1980 годах с группой коллег по академии соучредил Томский детский театр (Театр юного зрителя).
В 1983 году Ельчин эмигрировал в Соединённые Штаты.
В 1988 году окончил Южнокалифорнийскую киношколу в Лос-Анджелесе и начал режиссировать телевизионную, а также анимационную рекламные кампании.
Евгений Ельчин занимается и живописью — его работы выставляются в галереях современного искусства.
В 2011 году он написал и проиллюстрировал собственную книгу для детей о школьнике, живущем во время Большого террора — «Сталинский нос» (Breaking Stalin’s Nose). Изначально она была написана на английском языке и издана в США, но затем Ельчин перевел её на русский язык (при содействии российской переводчицы Ольги Бухиной) и издал в России.
Брат — фигурист и тренер по фигурному катанию Виктор Ельчин; племянник — актёр Антон Ельчин (1989—2016).

## Награды
- Почётный диплом (англ. Newbery Honor) медали Джона Ньюбери (2012)[8] — за книгу «Сталинский нос».